# Tartarughe Ninja alla riscossa
Tartarughe Ninja alla riscossa (Teenage Mutant Ninja Turtles) è una serie televisiva animata statunitense del 1987. Si compone di 193 episodi suddivisi in dieci stagioni. In Italia la serie è stata trasmessa da dicembre del 1989.
La sigla italiana della serie: Tartarughe Ninja alla riscossa, è scritta da Alessandra Valeri Manera, composta da Enzo Draghi, e cantata da Giampi Daldello.

## Trama
Le tartarughe ninja sono quattro tartarughe mutanti antropomorfiche, ghiotte di pizza e cresciute nelle fogne di New York, addestrate nell'arte marziale del ninjutsu da Hamato Yoshi, alias Splinter, ex maestro di arti marziali.
Le tartarughe acquisirono sembianza umanoide quando, nello stato di tartarughine d'acquario, entrarono in contatto con un misterioso composto chimico riversato nelle fogne, nelle quali finirono accidentalmente; poiché l'ultimo essere con il quale erano state in contatto era un umano, vennero trasformate in umanoidi. Anche Splinter, trovandosi nelle fogne a causa delle condizioni di indigenza in cui viveva, entrò a contatto con il composto trasformandosi a immagine dell'ultimo essere vivente con il quale era entrato in contatto; Yoshi nella sua miseria aveva per compagni dei topolini, e divenne un grosso topo antropomorfo.
Deposto il nome di Yoshi e adottato quello di Splinter, il vecchio maestro adottò le giovani tartarughe, essendo sempre stato un amante degli animali, ed essendo appassionato anche di arte le battezzò con i nomi di quattro artisti del Rinascimento: Leonardo da Vinci, Raffaello Sanzio, Michelangelo Buonarroti e Donatello. Le tartarughe conducono una vita riservata in ampie fogne, timorose di venire additate a mostri dalla popolazione umana e discriminate; quando salgono in superficie sono solite travestirsi sommariamente con un impermeabile e un cappello Borsalino.
Insieme combattono il diabolico Shredder, vecchio rivale di Splinter, e arcinemico delle Tartarughe trasformatosi in un supercattivo che indossa un'armatura metallica ricolma di lame, ispirata a quella dei samurai giapponesi. Shredder comanda il Clan del Piede, un esercito di ninja robotici, e con lo sgradito ausilio di Krang, un perfido alieno amorfo dall'intelletto superiore, trama per conquistare il potere assoluto.
Nelle loro avventure le tartarughe ninja possono contare sull'aiuto di April O'Neil, un'affascinante giornalista umana, che spesso passa loro informazioni di prima mano. Con il tempo escono parzialmente dal loro cauto isolamento facendo amicizia anche con altri umani, come la collega di April, la sbadata Irma.

## Dal fumetto all'animazione
Tartarughe Ninja alla riscossa è la prima serie animata sulle tartarughe ninja, andata in onda negli Stati Uniti dal 1987 al 1996, per un totale di 193 episodi divisi in dieci stagioni.
Questo prodotto, del quale Mirage Studios non detiene i diritti, ha in verità pochissime analogie con i fumetti originali e, di fatto, escludendo alcuni personaggi, è completamente estraneo alle vicende su carta.
- Al fine di adattare la storia a un pubblico molto giovane sono stati inseriti toni allegri e colorati, mai volgari, né violenti o diseducativi e i personaggi sono stati radicalmente modificati. Le Tartarughe Ninja, da freddi guerrieri, diventano quattro eroi valorosi ma simpatici e amanti della pizza; Raffaello, che nei fumetti era sempre stato il problematico e violento adolescente, riceve un ruolo da spalla comica insieme a Michelangelo.
- I produttori decisero poi di conferire all'agente mutageno la proprietà di trasformare gli esseri umani, ed evitarono così l'omicidio di Hamato Yoshi facendo trasformare egli stesso nel ratto sensei Splinter.
- Molto presente April O'Neil cui, in questa serie, è stato dato il ruolo di giornalista televisiva. I suoi colleghi Irma, Barney e Vernon ottennero un ruolo comico molto rilevante, tanto da superare nettamente anche le comparse di Casey Jones, che pure diventa un simpatico e bizzarro giustiziere.
- Quanto agli antagonisti, l'adattamento ridicolizzò ampiamente Shredder; ad assisterlo vennero aggiunti due criminali mutanti, Bebop e Rocksteady, con un ulteriore ruolo di spalla comica e un esercito di androidi per sostituire i guerrieri del Piede, evitando così combattimenti contro esseri umani. Karai invece scomparve e venne sostituita dalla kunoichi mercenaria Lotus, della quale Leonardo sembra innamorarsi. Il comando di questo gruppo passò all'alieno Krang, ispirato agli Utrom del fumetto, mentre i produttori decisero di riempire gli episodi con innumerevoli mutanti schierati da entrambe le fazioni.

Tartarughe Ninja alla Riscossa, pur essendo una serie divenuta celebre in tutto il mondo, si presenta come qualcosa di completamente diverso dai fumetti originali, ai quali ha conferito egualmente con la sua popolarità una diffusa notorietà infantile.

## Personaggi

### Protagonisti
- Leonardo - Voce originale: Cam Clarke, voce italiana: Luca Semeraro
- Raffaello - Voce originale: Rob Paulsen (1° voce), Thom Pinto (temporaneo 2° voce), Hal Rayle (temporaneo 3° voce) e Michael Gough (4° voce), voce italiana: Diego Sabre
- Donatello - Voce originale: Barry Gordon (1° voce) e Greg Berg (temporaneo 2° voce), voce italiana: Felice Invernici
- Michelangelo - Voce originale: Townsend Coleman, voce italiana: Davide Garbolino
- Maestro Splinter - Voce originale: Pete Renaday, voce italiana: Sergio Romanò
- April O'Neil - Voce originale: Renee Jacobs, voce italiana: Roberta Federici
- Irma - Voce originale: Jennifer Darling, voce italiana: Roberta Gallina Laurenti - È una ragazza dolce, timida, gentile e altruista e migliore amica di April, occhialuta e poco appariscente che svolge anche il ruolo di segretaria, è sempre alla ricerca di un fidanzato.
- Casey Jones - Voce originale: Pat Fraley, voce italiana: Orlando Mezzabotta (st. 3) e Tony Fuochi (ep. 5x14) Eroe fuorilegge che porta sempre una maschera da hockey.

### Antagonisti
- Shredder - Voce originale: James Avery (1° voce), Dorian Harewood (temporaneo 2° voce), Jim Cummings (temporaneo 3° voce), Townsend Coleman (temporaneo 4° voce) e Bill Martin (5° voce), voce italiana: Marco Balzarotti - L'arcinemico delle tartarughe ninja nonché vecchio rivale del maestro Splinter, i suoi mozzi sono Bepop e Rocksteady.
- Krang - Voce originale: Pat Fraley, voce italiana: Paolo Marchese - Un mutante con un cervello parlante e alleato di Shredder.
- Lord Dregg - Voce originale: Tony Jay, voce italiana: Marco Balbi - È un malvagio e tirannico alieno signore della guerra che vuole conquistare la Terra, antagonista principale dopo l'ultima sconfitta di Shredder e Krang.
- Rocksteady - Voce originale: Cam Clarke, voce italiana: Marco Pagani - Un umano trasformato in rinoceronte, è lo scagnozzo di Shredder.
- Bebop - Voce originale: Barry Gordon, voce italiana: Stefano Albertini - Un umano trasformato in facocero, è lo scagnozzo di Shredder.
- Baxter Stockman - Voce originale: Pat Fraley, voce italiana: Giorgio Melazzi (st. 1-2), Flavio Arras (ep. 3x22) e Riccardo Peroni (ep. 3x44, 4x14) - Apparso dalla 1ª stagione, è lo scienziato assistente di Shredder; a partire dalla metà della seconda stagione, si trasforma in una mosca.
- Re dei topi - Voce originale: Townsend Coleman, voce italiana: Maurizio Scattorin

### Altri personaggi
- Carter - Voce originale: Bumper Robinson, voce italiana: Massimo Di Benedetto - Amico delle tartarughe, ha la capacità di trasformarsi in un guerriero mutante quando si arrabbia.
- Testa di cuoio - Voce originale: Jim Cummings, voce italiana: Roberto Colombo - Un alligatore divenuto antropomorfo a causa del mutagene. Aggressivo e vendicativo.
- Burne Thompson - Voce originale: Pat Fraley, voce italiana: Augusto Di Bono (1° voce) e Maurizio Scattorin (temporaneo 2° voce) - Il cinico e burbero capo di April, Irma e Vernon e di Canale 6, non ama le tartarughe ninja e dà sempre a loro la colpa dei guai che affliggono in città.
- Vernon Fenwick - Voce originale: Peter Renaday, voce italiana: Ivo De Palma - Il cameraman narcisista, testardo, codardo, egoista e arrogante, rivale di lavoro di April. Come il capo Thompson mostra antipatia verso le tartarughe.

## Opere derivate

### Lungometraggio
Turtles Forever è un film del 2009 dove i protagonisti incontrano le loro versioni della serie del 2003 teletrasportate accidentalmente nel loro mondo. Tutte e otto dovranno affrontare diversi nemici da entrambe la serie per fermare Ch'Rell, il malvagio Utrom Shredder dal distruggere il tempo e lo spazio. Durante la parte finale verranno affiancate anche dalle loro versioni cartacee in bianco e nero. Questo film si può considerare come il vero finale della serie del 1987 e del 2003. Il film è inedito in Italia.

## Home video
Nei primi anni '90 la Laser Vision editò le prime due stagioni in una collana di VHS con quattro episodi ciascuna; in seguito la Laser Vision ripropose tale collezione ma con due episodi per VHS. In seguito, tra il 1993 e il 1996, nella collana Bim Bum Bam Video uscirono diverse VHS della serie che riportavano in copertina la dicitura "Nuovi episodi": ogni nastro conteneva due episodi scelti prevalentemente dalla terza stagione (talvolta dalla quarta) e la pubblicazione seguiva un ordine apparentemente casuale. In DVD, in Italia, non è uscito nulla, salvo i primi cinque episodi della prima stagione pubblicati come contenuto speciale nei DVD della serie Tartarughe Ninja: l'avventura continua.